# Cheree Cassidy
Cheree Cassidy es una actriz y productora australiana, más conocida por haber interpretado a Amy Western en la serie A Man on the Edge y a Debbie Webb en la serie Underbelly: The Golden Mile.

## Biografía
En 2008 se graduó de la prestigiosa escuela Western Australian Academy of Performing Arts "WAAPA".
Es buena amiga del escritor, productor y modelo Chris Dingwall.

## Carrera
En 2010 se unió al elenco de la serie Underbelly: The Golden Mile, donde interpretó a la detective Debbie Webb. En 2011 interpretó a Ivana Holbrook, la gerente de ventas de la revista Cleo en la miniserie Paper Giants: The Birth of Cleo. En 2013 se unió al elenco recurrente de la serie The Time of Our Lives, donde dio vida a Alice McQueen hasta el final de la serie en 2014. En 2014 se unió al elenco de la película corta A Man on the Edge, donde dio vida a Amy Western. En 2015 interpretó a la enfermera Alicia Kelly durante el episodio "New Nation at War" de la serie Australia: The Story of Us. En 2016 se anunció que se había unido al elenco recurrente de la popular serie australiana Home and Away, donde interpretará a Samantha "Sam" Webster, una mujer que comienza a reunirse con Zac MacGuire (Charlie Clausen) y la gente comienza a sospechar que mantienen una aventura.

## Filmografía

### Series de televisión[3]
| Año         | Título                          | Personaje              | Notas                        |
| ----------- | ------------------------------- | ---------------------- | ---------------------------- |
| 2016 - 2017 | Home and Away                   | Samantha "Sam" Webster | 14 episodios                 |
| 2016        | Janet King                      | Susie Nobakht          | 6 episodios                  |
| 2015        | Australia: The Story of Us      | Efra. Alicia Kelly     | episodio "New Nation at War" |
| 2013 - 2014 | The Time of Our Lives           | Alice McQueen          | 12 episodios                 |
| 2011        | Paper Giants: The Birth of Cleo | Ivana Holbrook         | 2 episodios - miniserie      |
| 2010        | Underbelly: The Golden Mile     | Det. Debbie Webb       | 13 episodios                 |
| 2009        | Packed to the Rafters           | Janice Leadbetter      | episodio "Look Into My Eyes" |

### Películas
| Año  | Título                     | Personaje       | Notas |
| ---- | -------------------------- | --------------- | --- |
| 2015 | Going Down                 | -               | corto - junto a Tina Bursill, Grant Cartwright y Christian Willis                                                      |
| 2015 | Three Kings                | Mujer Bailando  | corto - junto a Josef Ber, Emily Robins, Ian Thong y Kento Tago                                                        |
| 2015 | Talk to Someone            | Jen             | corto - junto a Josef Ber, Tom Oakley, Yure Covich, Vanessa Buckley, Aaron Glenane, Jason Montgomery y Ainslie McGlynn |
| 2015 | Manny Lewis                | Jacinta         | junto a Carl Barron, Leeanna Walsman, Roy Billing, Damien Garvey, Vincent Andriano y Peter Bertoni                     |
| 2014 | A Man on the Edge          | Amy Western     | corto - junto a Tom O'Sullivan, Liam Challenor, David Anderson y Deborah Webber                                        |
| 2009 | The Peril of Milton Wintry | Joven Putt-Putt | corto - junto a Dan Bethell, Philip Booth, Colin Doncaster, Julia Fett y Daniela Giangrande                            |
| 2008 | Pip's First Time           | -               | corto - junto a Elizabeth Blackmore y Geraldine Hakewill                                                               |

### Directora y productora
| Año  | Título   | Notas                          |
| ---- | -------- | ------------------------------ |
| 2016 | Sandwich | corto - junto a Chris Dingwall |

### Teatro
| Año  | Obra                    | Personaje            | Director (a)       | Teatro               | Notas                                                             |
| ---- | ----------------------- | -------------------- | ------------------ | -------------------- | ----------------------------------------------------------------- |
| 2015 | Men                     | Hazel                | Jessica Tuckwell   | Old Fitzroy Theatre  | junto a Ben O’Toole, Sean Hawkins y Jamie Timony                  |
| 2012 | The Boys                | Michelle             | Sam Strong         | Griffin Theatre      | junto a Johnny Carr, Josh McConville, Anthony Gee y Eryn Norvill  |
| 2012 | When Dad Married Fury   | Fury                 | Sandra Bates       | Ensemble Theatre     | junto a Nick Tate, Warren Jones, Jamie Oxenbould y Di Adams       |
| 2011 | The Coming World        | Dora                 | Caroline Craig     | Darlinghurst Theatre | junto a Ian Meadows                                               |
| 2011 | Cat On A Hot Tin Roof   | Maggie Pollitt       | Kate Cherry        | -                    | junto a Tom O'Sullivan, John Stanton, Daniel Murphy y Hugh Parker |
| 2008 | Les Liaisons Dangereues | Marquise De Merteuil | Ailsa Piper        | WAAPA Theatre        | -                                                                 |
| 2008 | Lysistrata              | Kalonike             | Chris Bendall      | WAAPA Theatre        | -                                                                 |
| 2008 | Cloudstreet             | Mrs. Clay            | Kate Cherry        | WAAPA Theatre        | -                                                                 |
| 2007 | Spring Awakening        | Martha               | Ross McGregor      | WAAPA Theatre        | -                                                                 |
| 2007 | Aftershocks             | Marge                | Andrew Lewis       | WAAPA Theatre        | -                                                                 |
| 2007 | The Cherry Orchard      | Ranyevskaya          | Marcel Schmitz     | WAAPA Theatre        | -                                                                 |
| 2007 | Romeo & Juliet          | Lady Capulet         | Chris Edmund       | WAAPA Theatre        | -                                                                 |
| 2006 | The Golden Age          | Ayre                 | Ross McGregor      | WAAPA Theatre        | -                                                                 |
| 2004 | 1 in 5                  | -                    | Dana-Lee Mierowsky | The Edge Theatre     | junto a Joshua North                                              |

## Premios y nominaciones
| Año  | Categoría                               | Premio                                       | Película / Serie            | Resultado |
| ---- | --------------------------------------- | -------------------------------------------- | --------------------------- | --------- |
| 2014 | Best Supporting Actress                 | Festival Award                               | A Man on the Edge           | Ganadora  |
| 2014 | Best Actress in a Short Film            | Long Beach International Film Festival Award | A Man on the Edge           | Ganadora  |
| 2014 | Best Supporting Actress in a Short Film | Festival Prize Award                         | A Man on the Edge           | Nominada  |
| 2010 | Best Lead Actress in a Television Drama | AFI Award                                    | Underbelly: The Golden Mile | Nominada  |